# Щука, Станислав Антоний
Станислав Антоний Щука (пол. Stanisław Antoni Szczuka, 1654 — 19 мая 1710) — государственный деятель Великого княжества Литовского, публицист. Рефендарь великий Коронный (1688—1699), подканцлер великий Литовский (1699—1710).

## Биография
Представитель шляхетского герба Грабе. Сын Станислава Щуки и Софьи Шпилевской из Нерановичей. Учился в Вильно и Кракове в Ягеллонской Академии.
Благодаря своим способностям и протекции Казимира Щуки, занимал высокие должности.
С 1675 года — секретарь короля Речи Посполитой Яна III Собеского (1674—1696). В 1682 году стал чашником Визненским.
В 1683 году в чине гусарского ротмистра участвовал в Венской битве.
С 1684 года — регент великой коронной канцелярии.
Станислав Антоний Щука неоднократно избирался послом на сеймы. В 1688—1689 и 1699 годах становился маршалком сеймов.
В 1688 году Станислав Щука был назначен рефендарем великим коронным. В 1699 году получил должность подканцлера великого Литовского, которую занимал вплоть до своей смерти.
В 1690 году Станислав Антоний Щука был послом Речи Посполитой в Восточной Пруссии. В 1696 году — сторонник избрания старшего сына Яна III Собеского — королевича Якуба на польский королевский престол, но затем подедржал кандидатуру саксонского курфюрста Августа II Сильного.
В 1697 был избирателем Августа II Сильного от земли Виской, полковником земли Виской и послом на избирательный сейм.
С 1701 году руководил пошлинным сбором в Великом княжестве Литовском.
В 1706-1709 годах поддерживал нового польского короля Станислава Лещинского, ставленника Швеции, в его противостоянии с Августом II Сильным. Из-за больших государственных заслуг пользовался популярностью среди шляхты. В музее Чарторыйских хранится раритетная королевская печать с прикрепленной позолоченной серебряной пластиной с надписью: "Печать Литовская за короля Станислава Лещинского подканцлерства Станислава Антония Щуки".
Критиковал участие Речи Посполитой в Северной войне (1700—1721). Усилению Речи Посполитой видел в союзе с Россией и борьбе с Османской империей.
Выступал за улучшение образования, введение в школьную программу истории и географии, организацию постоянной почтовой службы, за сокращение сроков судебных процессов. Был меценатом, собрал большую библиотеку, исторические материалы.
Одновременно был фанатичным католиком, который судился с кальвинистами и закрывал их сборы (храмы) в своих владениях.
Умер 19 мая 1710 в Варшаве, похоронен в Щучине.

## Владения
Владел имениями в Упитском и Гродненском поветах ВКЛ, а также на Украине и в Польше. Ему принадлежали в Жемайтии вилькийское (с 1686), плательское (с 1702) и векшнянское (с 1703) староства, в Польше — Люблинское староство (1687—1710), села в Гродненском и Брестском экономиях. В 1707-1708 годах получил во владение от польского короля Станислава Лещинского Палангу, Жижморы, Ушполь, Прэны и др.
Известный королевский архитектор Августин Винцент Лоцци построил двор в Винярах для Станислава Антония Щуки.
Основал город Щучин в Подляшском воеводстве.

## Творчество
Использовал псевдонимы Candidus Veronensis, Szczerota Prawdzicki.
Под псевдонимом Кандидус Веранэнзис издал на латыни книгу «Затмение Польши, всему миру показанное» («Ecclipsis Poloniae orbi publico demonstrata», Варшава, 1709), где изложил программу финансовых и военных реформ: увеличение армии, обложение военным налогом шляхты и духовенства, создание казенных комиссий и др.
Возможно, авторству Щуке принадлежит брошюра "Разговор обывателя с судьей" (Rozmowa ziemianina z sąsiadem), изданная в 1733.

## Семья и дети
6 февраля 1695 года женился на Констанции Марии Анне Потоцкой, дочери старосты Янувского Богуслава Потоцкого и Елены Теофилы Менцинской.
Дети: Август Михал, Мартин Леопольд, Ян Кантий, Виктория и Мария Анна.